# Larraul
Larraul település Spanyolországban, Gipuzkoa tartományban. Larraul Alkiza, Albiztur, Asteasu és Errezil községekkel határos. Lakosainak száma 256 fő (2024).

## Népesség
A település népessége az utóbbi években az alábbiak szerint változott:
| Lakosok száma | 146  | 176  | 177  | 249  | 244  | 260  | 245  | 251  | 259  | 256  |
|               | 2001 | 2004 | 2006 | 2009 | 2011 | 2014 | 2016 | 2019 | 2021 | 2024 |